# Aleksandar Vezenkov
Aleksandar Vezenkov (en bulgare : Александър Везенков, en grec moderne : Αλέξανδρος Βεζένκοφ), plus connu comme Sacha Vezenkov, né le 6 août 1995 à Nicosie, est un joueur bulgaro-gréco-chypriote de basket-ball, évoluant au poste d'ailier fort.

## Biographie
Vezenkov est né et a grandi à Nicosie où son père Sashko joue au basket-ball de manière professionnelle. Il commence le basket-ball dans les sections de jeunes de l'APOEL Nicosie et rejoint l'Aris Salonique en 2009. Vezenkov joue son premier match en première division grecque (ESAKE) lors de la saison 2011-2012.
Vezenkov participe au Championnat d'Europe des 18 ans et moins en 2012 à Liepāja et Vilnius avec l'équipe de Bulgarie. La Bulgarie termine 8e et Vezenkov est le 3e meilleur marqueur (16,7 points de moyenne par rencontre) derrière le Croate Dario Šarić et le Slovène Matic Rebec.
Vezenkov est élu meilleur jeune du championnat grec de première division lors des saisons 2012-2013 et 2013-2014.
En juillet 2014, Vezenkov fait partie de l'équipe de Bulgarie qui dispute le championnat d'Europe des 20 ans et moins. La Bulgarie finit à la 15e place. Vezenkov, meilleur marqueur avec 19,3 points par rencontre et meilleur rebondeur avec 11,2 prises par rencontre, est choisi dans l'équipe-type de la compétition avec l'Espagnol Willy Hernangómez, le Serbe Nikola Janković, Matic Rebec et le MVP turc Cedi Osman.
Le mois suivant, Vezenkov est appelé en équipe senior pour les qualifications à l'Eurobasket 2015. La Bulgarie perd 5 matches sur 6 et est éliminée mais en moyenne sur les 6 rencontres, Vezenkov est le meilleur marqueur et rebondeur de son équipe avec 17,3 points et 6,3 rebonds.
En janvier 2015, Vezenkov termine quatrième au titre du meilleur jeune joueur européen de l'année 2014, derrière Dario Šarić, le Grec Yánnis Antetokoúnmpo et Cedi Osman.
En avril 2015, Vezenkov se porte candidat à la draft 2015 de la NBA avant de retirer son nom de la draft. Il est désigné MVP du championnat de Grèce 2014-2015.
Le 31 juillet, Vezenkov rejoint officiellement le FC Barcelone.
Fin décembre 2015, Vezenkov obtient la nationalité grecque.
Vezenkov fait partie de l'équipe-type des meilleurs jeunes du championnat espagnol lors de la saison 2016-2017 avec le meilleur jeune de la saison, le Slovène Luka Dončić, l'Espagnol Alberto Abalde et les Lettons Rolands Šmits et Anžejs Pasečņiks,.
Le 22 juin 2017, il est sélectionné en 57e position par les Nets de Brooklyn lors de la draft 2017 de la NBA. À l'été 2018, après trois saisons à Barcelone durant lesquelles il n'a pas eu le rôle majeur escompté, il signe à l'Olympiakós.
En juillet 2023, Vezenkov rejoint la NBA et signe avec les Kings de Sacramento pour un contrat de 20 millions de dollars sur trois ans.
En juin 2024, en compagnie de Davion Mitchell, il est transféré aux Raptors de Toronto en échange de Jalen McDaniels.
Durant l'intersaison 2024, il revient à l'Olympiakós,. Le 11 janvier 2025, Vezenkov marque 45 points lors d'une rencontre d'Euroligue avec 8 tirs à trois points marqués sur 10 tentés et 18 tirs marqués sur 20 tentés. Il s'agit du troisième plus grand nombre de points dans une rencontre d'Euroligue. Vezenkov ne fait que trois dribbles lors de la rencontre.

## Palmarès

### En club
Avec Barcelone :
- Coupe d'Espagne : 2018
- Supercoupe d'Espagne en 2015

Avec l'Olympiakós :
- Vainqueur de la coupe de Grèce 2022
- Champion de Grèce en 2022, 2023 et 2025

### Distinction personnelle
- MVP du championnat de Grèce : 2015
- Équipe-type des meilleurs jeunes du championnat d'Espagne : saison 2016-2017
- Élu dans le cinq majeur (All-EuroLeague First Team) de l'Euroligue en 2022 et 2023
- Meilleur marqueur de l'Euroligue en 2023 (trophée Alphonso-Ford)
- MVP de l'Euroligue en 2023

## Records sur une rencontre en NBA
Les records personnels d'Aleksandar Vezenkov en NBA sont les suivants, :
| Type de statistique        | Saison régulière | Saison régulière           | Saison régulière  |
| Type de statistique        | Record           | Adversaire                 | Date              |
| -------------------------- | ---------------- | -------------------------- | ----------------- |
| Points                     | 11               | 2 fois                     | 2 fois            |
| Paniers marqués            | 4                | 3 fois                     | 3 fois            |
| Paniers tentés             | 10               | Lakers de Los Angeles      | 29 octobre 2023   |
| Paniers à 3 points réussis | 3                | Cavaliers de Cleveland     | 13 novembre 2023  |
| Paniers à 3 points tentés  | 6                | Lakers de Los Angeles      | 29 octobre 2023   |
| Lancers francs réussis     | 2                | @ Lakers de Los Angeles    | 15 novembre 2023  |
| Lancers francs tentés      | 2                | @ Lakers de Los Angeles    | 15 novembre 2023  |
| Rebonds offensifs          | 1                | 2 fois                     | 2 fois            |
| Rebonds défensifs          | 5                | @ Warriors de Golden State | 1er novembre 2023 |
| Rebonds totaux             | 5                | @ Warriors de Golden State | 1er novembre 2023 |
| Passes décisives           | 1                | 3 fois                     | 3 fois            |
| Interceptions              | 2                | 2 fois                     | 2 fois            |
| Contres                    | 1                | 3 fois                     | 3 fois            |
| Balles perdues             | 1                | 2 fois                     | 2 fois            |
| Minutes jouées             | 18               | Lakers de Los Angeles      | 29 octobre 2023   |

- Double-double : 0
- Triple-double : 0

Dernière mise à jour : 20 novembre 2023